# Diamine
Une diamine est un type de polyamine contenant exactement deux groupes amine. Les diamines sont principalement utilisées comme monomères pour synthétiser des polyamides, des polyimides et des polyurées. La principale diamine produite est le 1,6-diaminohexane, précurseur du nylon 6-6, suivie de l'éthylènediamine. L'hydrazine (H2NNH2) n'est en général pas considérée comme une diamine puisque ce n'est ni une amine (pas de carbone), ni une dibase.

## Diamines aliphatiques

### Diamines aliphatiques linéaires
- 1 carbone : méthanediamine.
- 2 carbones : éthylènediamine (1,2-diaminoéthane).
- 3 carbones : 1,3-diaminopropane (propane-1,3-diamine).
- 4 carbones : putrescine (butane-1,4-diamine).
- 5 carbones : cadavérine (pentane-1,5-diamine).
- 6 carbones : hexaméthylènediamine (hexane-1,6-diamine).

Éthylènediamine.
1,3-Diaminopropane.
Putrescine.
Cadavérine.
Hexaméthylènediamine.

### Diamines aliphatiques ramifiées
On compte de nombreux dérivés de l'éthylènediamine :
- 1,2-diaminopropane ;
- diphényléthylènediamine ;
- 1,2-diaminocyclohexane.

Diphényléthylènediamine.
1,2-Diaminocyclohexane.

### Xylylènediamines
Les xylylènediamines sont classées parmi les alkylamines car les groupes amine ne sont pas directement attachés au cycle aromatique :
- o-xylylènediamine ou OXD ;
- m-xylylènediamine ou MXD ;
- p-xylylènediamine ou PXD.

## Diamines aromatiques
Il existe trois phénylènediamines :
- o-phénylènediamine ou OPD ;
- m-phénylènediamine ou MPD ;
- p-phénylènediamine ou PPD.

Le 2,5-diaminotoluène est proche de la PPD mais possède un groupe méthyle sur le cycle.

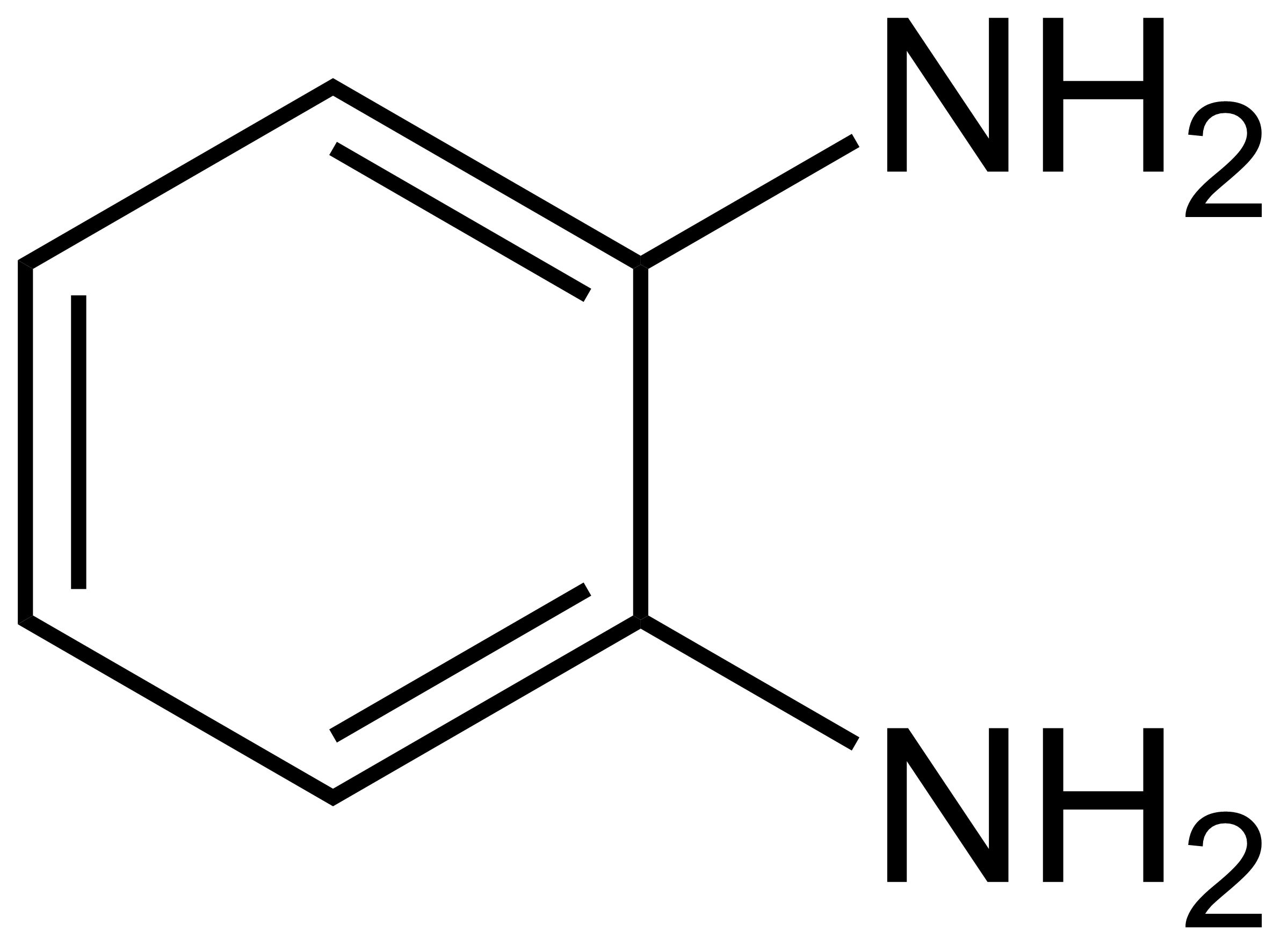
o-Phénylènediamine.
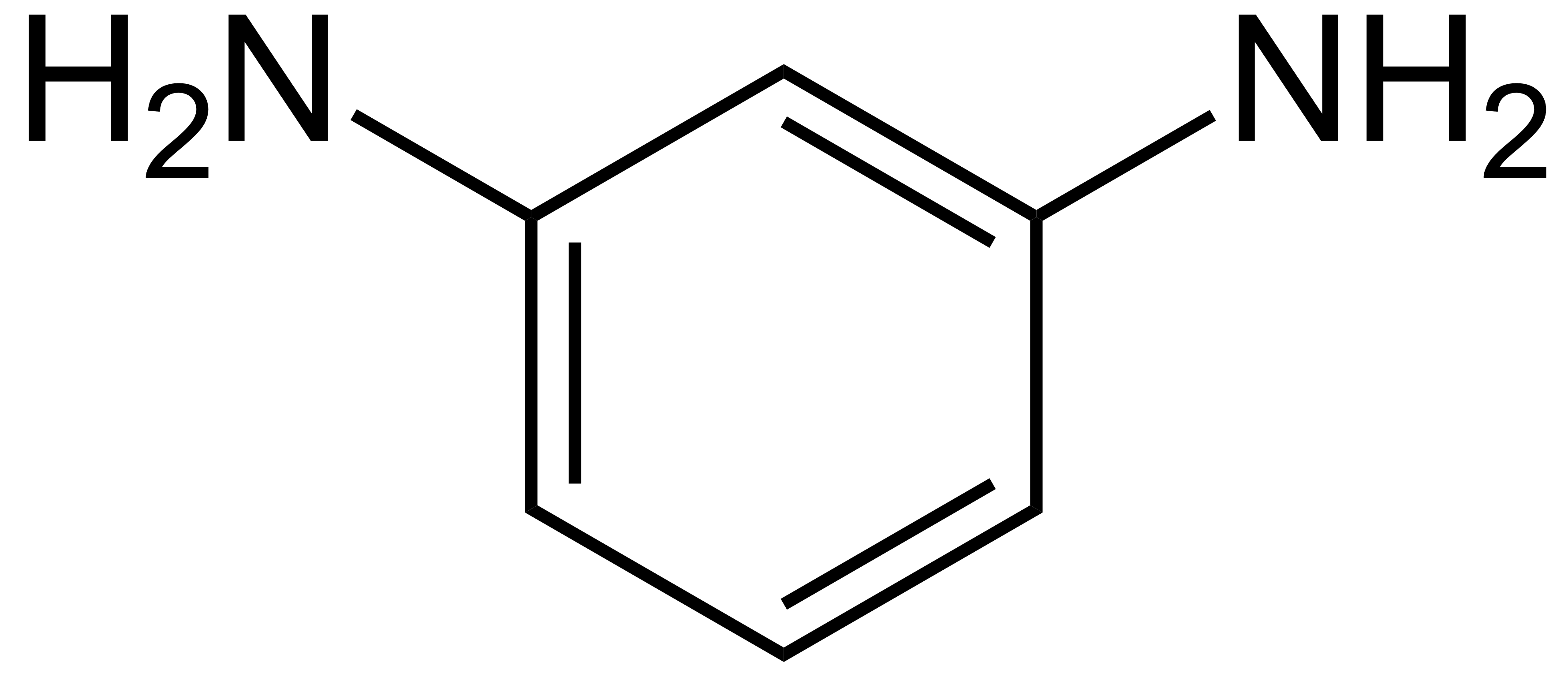
m-Phénylènediamine.
p-Phénylènediamine.
2,5-Diaminotoluène.

Il existe de nombreux dérivés N-méthylés des phénylènediamines :
- diméthyl-4-phénylènediamine, un réactif ;
- N,N'-di-2-butyl-1,4-phénylènediamine, un antioxydant.

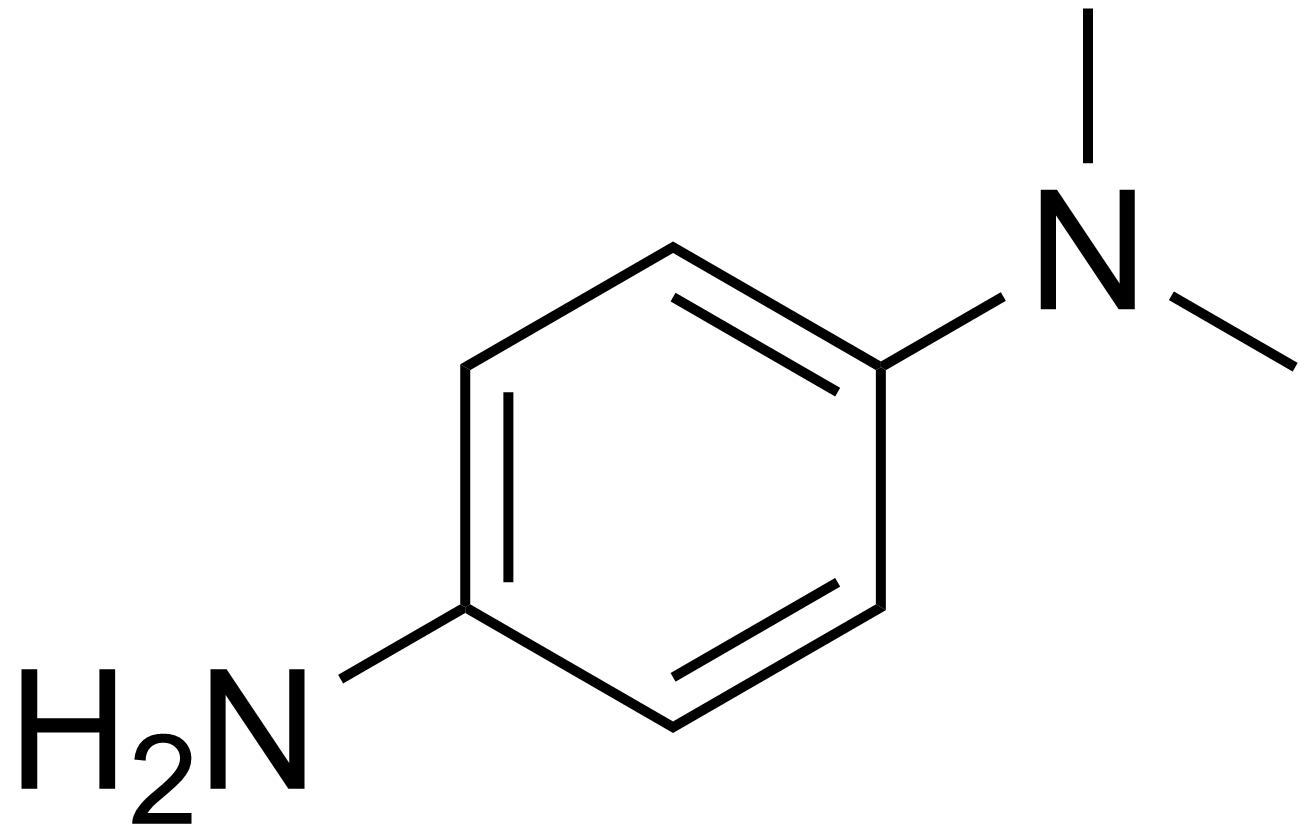
Diméthyl-4-phénylènediamine.
N,N'-Di-2-butyl-1,4-phénylènediamine.

Il existe aussi des diamines aromatiques avec plusieurs cycles, par exemple des dérivés de biphényles ou de naphtalènes :
- 4,4'-diaminobiphényle ;
- 1,8-diaminonaphtalène.

4,4'-Diaminobiphényle.
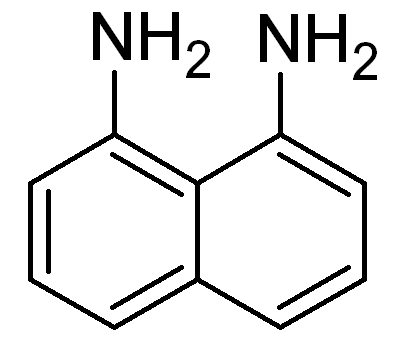
1,8-Diaminonaphtalène.

## Dérivés
- Éthambutol
- EDTA (acide éthylènediaminetétraacétique)

Éthambutol.
EDTA.